# Lo aprendí de ti
Singles de Ha*Ash
Perdón, Perdón
(2014) Ex de verdad
(2015)
Lo aprendí de ti  est le premier single de l'album Primera fila: Hecho realidad (2014) du groupe américain Ha*Ash. Sorti le 6 mars 2015, la chanson est écrite par Ashley Grace, Hanna Nicole et José Ortega; produite par George Noriega et Tim MItchell,.

## Composition
Lo aprendí de ti est une chanson aux genres Ballade et pop. La chanson est écrite par Ashley Grace, Hanna Nicole et José Ortega; produite par George Noriega et Tim MItchell.

## Vidéo musicale
Le clip vidéo, réalisé par Nahuel Lerena, a été tourné dans une Studios Churubusco, Mexico. Le tournage du clip a eu le 7 juillet 2014. Celui-ci a été mis en ligne le 6 mars 2015 sur le compte Vevo du groupe,.

## Classement
| Classement (2015)                          | Meilleure position |
| ------------------------------------------ | ------------------ |
| États-Unis (Hot Latin Songs)               | 32                 |
| États-Unis (Latin Airplay)                 | 48                 |
| États-Unis (Latin Pop Songs)               | 19                 |
| États-Unis (Latin Pop Digital Songs Sales) | 11                 |
| États-Unis (Latin Digital Songs Sales)     | 46                 |
| Mexique (Espanol Airplay)                  | 1                  |
| Mexique (Airplay)                          | 7                  |
| Mexique (Monitor Latino)                   | 1                  |

## Certifications
| Pays    | Organisme | Certification    | Vente   |
| ------- | --------- | ---------------- | ------- |
| Mexique | AMPROFON  | 4 × Platine + Or | 270 000 |